# Президентский дворец (Хельсинки)
Президентский дворец (фин. Presidentinlinna, швед. Presidentens slott) — является одним из трех официальных резиденций президента Финляндии. Он расположен в Хельсинки, на северной стороне парка Эспланады с видом на Рыночную площадь.

## История
В начале XIX века на месте резиденции находился соляной склад. Здание в стиле ампир было заложено в 1816 году в центре Гельсингфорса на Рыночной площади по проекту архитектора Пера Гранстедта и построено в 1820 году для состоятельного гельсингфорского купца Юхана Хейденштрауха.
В 1837 году особняк был выкуплен в казну для использования в качестве резиденции Финляндского генерал-губернатора, но, по желанию императора Николая I здание было обращено в царскую резиденцию, что потребовало значительной перепланировки здания, выполненной по проекту известного финского архитектора Карла Людвига Энгеля, а после его смерти работы продолжались его сыном Карлом Александром. Джакомо Кваренги также принимал участие в проектировании.
Сами реконструкционные работы проводились уже после кончины архитектора — в 1843—1845 годах. На месте снесённых складских дворовых построек было возведено новое крыло. Крыло, построенное вдоль северной стороны двора, содержало на втором этаже часовню (нынешнюю библиотеку), бальный зал, банкетный зал, непосредственно связанные с предыдущим этажом, а также кухню.
Строительство дворца было завершено в 1845 году, хотя время от времени приходилось проводить ремонтные работы, так как в основном он пустовал и регулярно не отапливался. Впервые его посетил член императорской семьи девять лет спустя, в феврале 1854 года, когда младший сын императора Николая I, великий князь Константин, пробыл здесь месяц. Его брат Николай останавливался там в июне следующего года, после смерти Николая I. В 1856 году дворец также посетили три старших сына нового императора — Николай, Александр и Владимир. Во времена правления их отца Александра II дворец пережил свои самые блестящие времена. Он посетил город в 1863 и 1876 годах, и оба раза останавливался во дворце. В 1863 году финляндский сейм был открыт Александром II в Большом бальном зале. Бальный зал был преобразован в тронный зал, где императорский трон был помещен на возвышение. Александр снова вернулся во дворец в 1876 году, чтобы открыть сессию сейма того года. Тронный зал продолжал использоваться как место для церемоний открытия и закрытия Сейма до 1906 года.
Здание служило в качестве жилой резиденции императорской семьи до 1917 года, однако монархи посещали дворец нечасто (последний раз в 1915 году). В 1907 году в здании по проекту архитектора Юхана Якоба Аренберга были реконструированы зал приёмов и круглый зал.
Во время первой мировой войны с октября 1915 г. в здании временно размещался военный госпиталь. С марта 1917 по апрель 1918 г. во дворце находился Исполком Городского Совета Рабочих и Солдат Хельсинки.
Во второй половине 1918 года особняк официально переименован в Президентский дворец. С 1921 по 1993 годы здание служило одновременно и жилой, и рабочей резиденцией президента Финляндии, пока не была построена жилая резиденция Мянтюниеми в районе Мейлахти, на берегу залива Тёёленлахти.
В декабре 2012 года, после проведения традиционного президентского приёма, устраиваемого ежегодно во дворце в честь Дня независимости Финляндии, здание было закрыто на двухлетний ремонт, в связи с чем рабочий кабинет президента Саули Нийнистё расположился в резиденции мэра Хельсинки на Алексантеринкату, а кабинеты сотрудников секретариата президента — в здании Генерального штаба на улице Марианкату и в Доме Говиниуса (Goviniuksen talo) на улице Катариинанкату.
В ноябре 2014 года здание дворца было вновь открыто после капитального ремонта. С 10 по 13 мая 2017 года, в связи с празднованием 100-летия независимости Финляндии, здание дворца было открыто для посещения широкой публики.

## Посетители
В качестве официальной резиденции президента Финляндии Президентский дворец принимал ряд важных иностранных гостей и высокопоставленных лиц. Среди королевских посетителей дворца были Карл XVI Густав из Швеции, Улаф V из Норвегии, Елизавета II из Великобритании, Хуан Карлос I из Испании, Мохаммед Реза Пехлеви из Ирана и император Акихито из Японии. Дворец посетили несколько президентов США, в том числе Джеральд Форд, Рональд Рейган и Джордж Герберт Уокер Буш. Среди других выдающихся гостей были Папа Иоанн Павел II, Иосип Броз Тито, Никита Хрущёв, Борис Ельцин, Хорст Келер, Си Цзиньпин, Синдзо Абэ и Владимир Путин. Президент США Дональд Трамп посетил дворец во время саммита США-Россия 2018 года с Путиным 16 июля 2018 года.
В настоящее время гости не останавливаются в Президентском дворце, хотя и делали это раньше. Хотя во дворце почти 3000 квадратных метров площади и есть частные апартаменты для президента и его семьи, большая часть дворца занята офисами и помещениями для канцелярии президента, включая генерального секретаря, военных помощников и домашний персонал. Иностранные гости могут разместиться в Мянтюниеми, поместье Кёнигштедт в Вантаа или в финском государственном гостевом доме рядом с отелем Hilton Helsinki Kalastajatorppa в Мунккиниеми.